# 福山镇
福山镇，是中华人民共和国海南省澄迈县下辖的一个乡镇级行政单位。该镇1935年开始种植咖啡，福山咖啡于2010年成为中国地理标志产品。

## 行政区划
福山镇下辖以下地区：
福山社区、文社村、迈岭村、敦茶村、博才村、官族村、仁里村和花场村。

## 交通
- 海南西环高速铁路：福山镇站